# Union nationale des syndicats autonomes du Sénégal
L'Union nationale des syndicats autonomes du Sénégal (UNSAS) est une confédération syndicale sénégalaise affiliée à la Confédération syndicale internationale.
Ses membres sont le plus souvent issus des secteurs de l'électricité, des télécommunications, du milieu hospitalier, du chemin de fer, des sucreries ou de l'enseignement.
Son siège est à Dakar et son Secrétaire général est Mademba Sock.